# José Luis Juan María
José Luis Juan María, conegut futbolísticament com a Juan María, (Elx, 12 de novembre de 1949) és un antic futbolista valencià de la dècada de 1970.
Es formà al futbol base de l'Elx CF. Durant dues temporades jugà amb el CD Il·licità, l'equip filial, a segona divisió, i el 1970-71, formà part de l'Elx CF a primera. La temporada següent ascendí a primera divisió amb el Reial Oviedo. Entre 1972 i 1974 fou jugador del RCD Espanyol amb qui disputà 19 partits a primera. Acabà la seva carrera dues temporades més tard al Recreativo de Huelva, on problemes físics l'allunyaren del futbol de primer nivell.